# Ackergaul

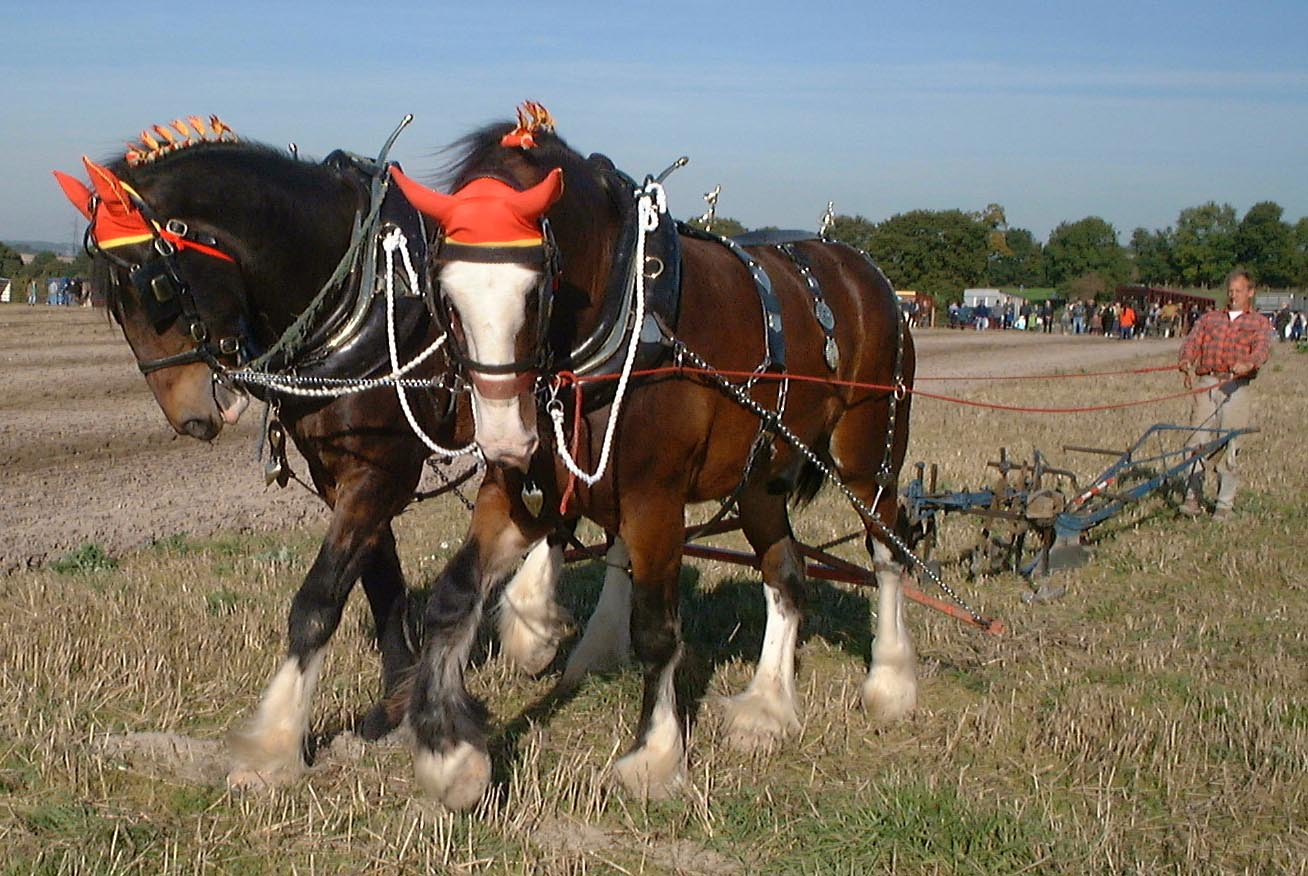
Pferde vor dem Pflug

Ackergaul ist eine herablassende Bezeichnung für ein Arbeitspferd (auch Gaul), das als Zugtier in der Landwirtschaft (auf dem Acker) eingesetzt wird. Wo immer möglich wurden für diese Arbeit möglichst schwere Pferde eingesetzt, daher gehört zu dem Wort „Ackergaul“ die Assoziation „schwerfällig“. Vor dem Aufkommen der Mechanisierung und Motorisierung (Traktoren) in der Feldbearbeitung spielten Zugpferde nicht nur in Deutschland eine große Rolle. Es handelt sich in der Regel um  Kaltblüter. In ebenem Gelände wurden schwere Rassen, wie beispielsweise das Rheinisch-Deutsche Kaltblut eingesetzt, in bergigem Gelände wurden leichtere Rassen wie das Schwarzwälder Kaltblut eingesetzt.
Ackergaul wurde und wird auch als Synonym für ein genügsames, fleißiges Arbeitstier verwendet. Als das Gegenteil zum Arbeitstier gilt oft das Reitpferd. Daraus leitet sich auch der alte Sinnspruch ab:
Aus einem Ackergaul kann man kein Rennpferd machen!
Pferde wurden in der Landwirtschaft für folgende Arbeiten eingesetzt
- Pflügen des Ackers
- Eggen des Ackers
- Zur Aussaat
- Zur Getreideernte
- Zum Dreschen
- Zum Transport der landwirtschaftlichen Produkte als Lasttier oder mit dem Wagen
- Zum Betrieb eines Pferdegöpels beispielsweise zur Förderung von Wasser

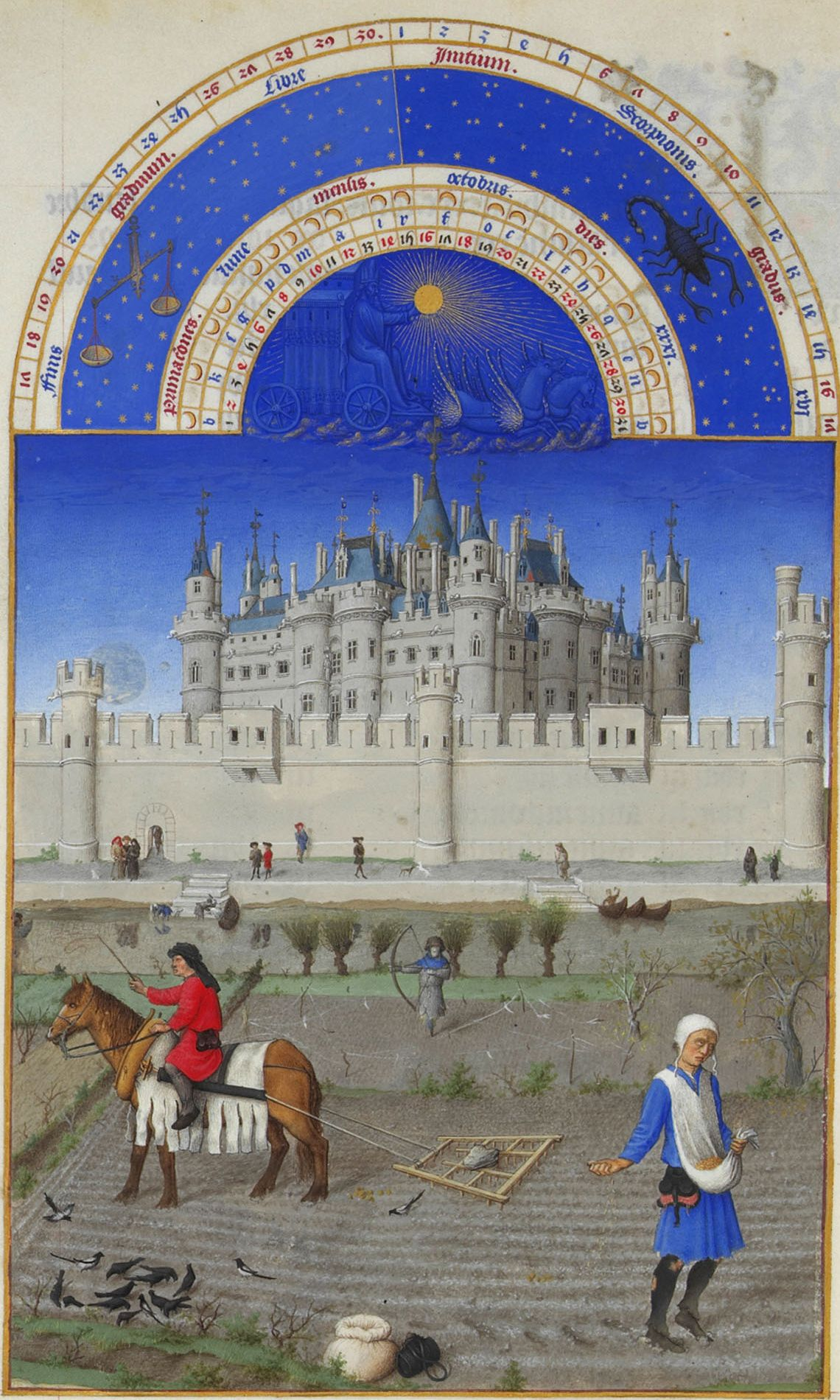
Ein Pferd vor der Egge
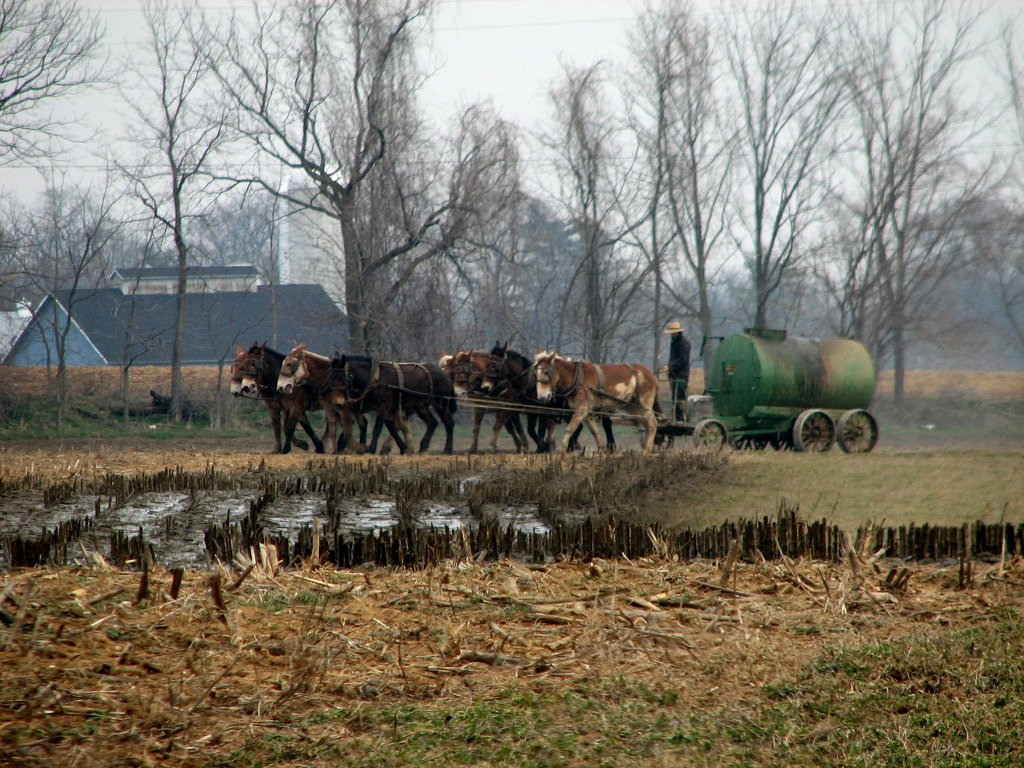
Amische bringen Jauche aus
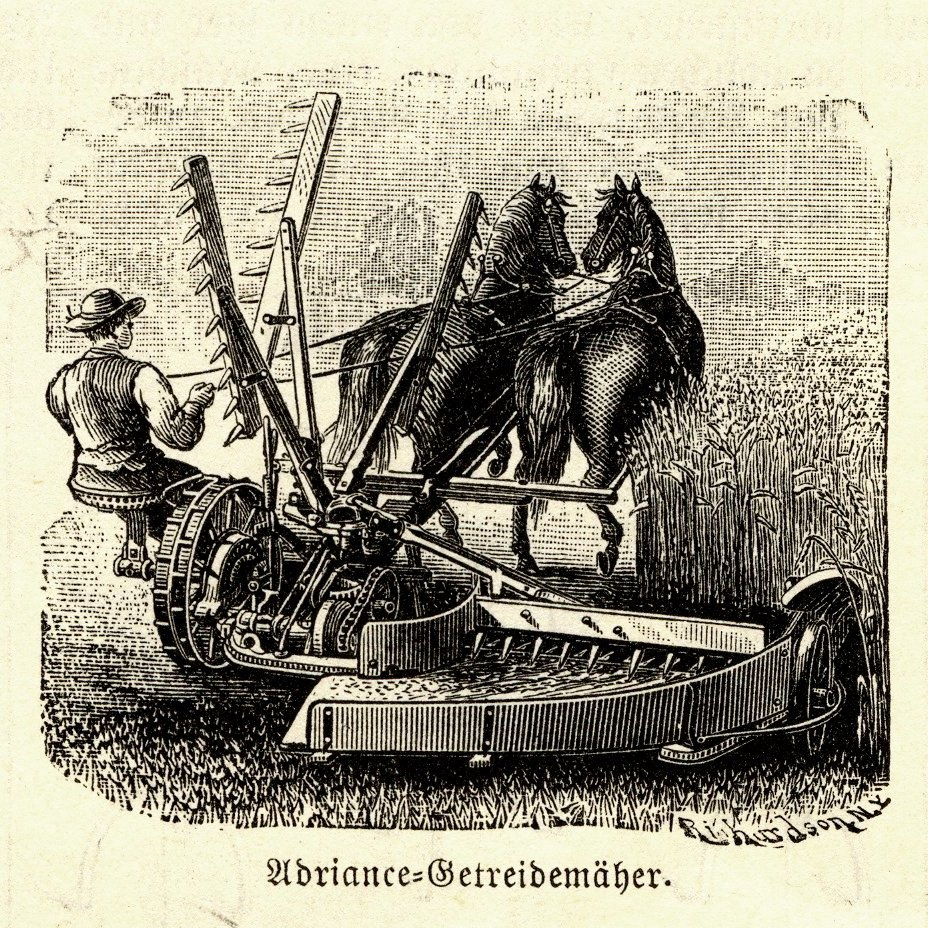
Durch Pferdekraft betriebener Getreidemäher
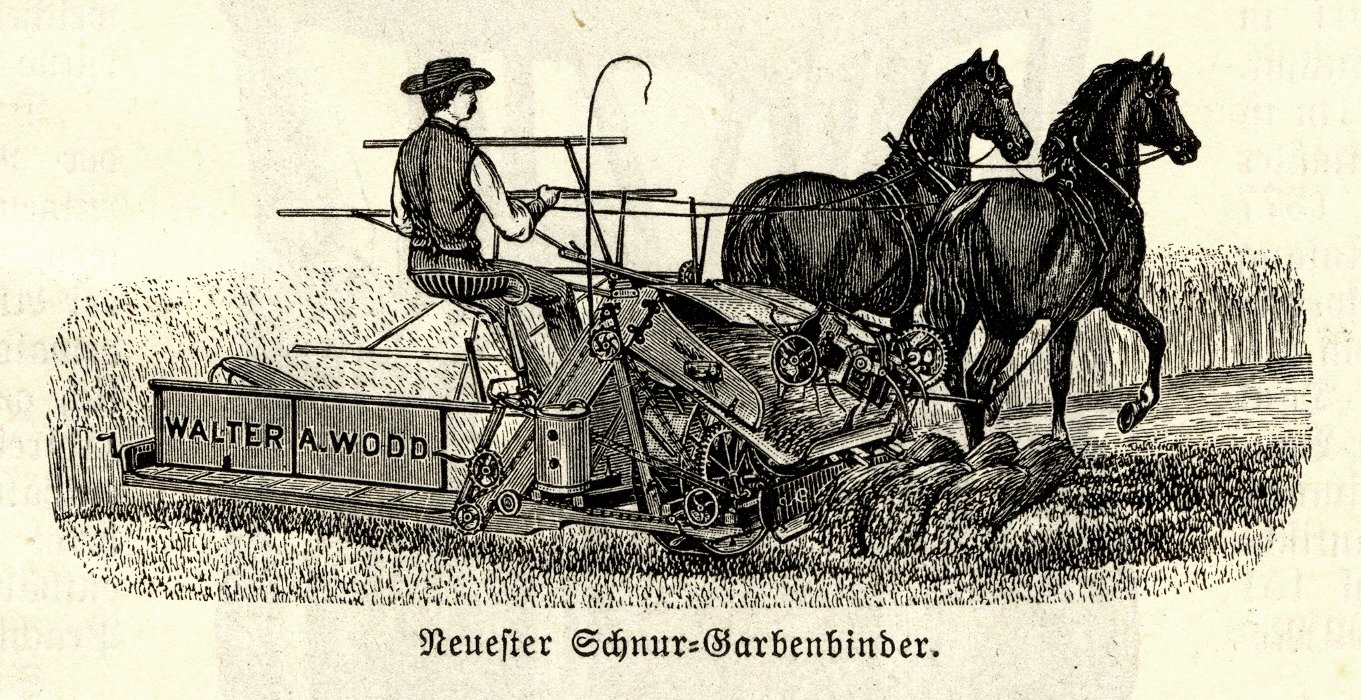
Durch Pferdekraft betriebener Garbenbinder
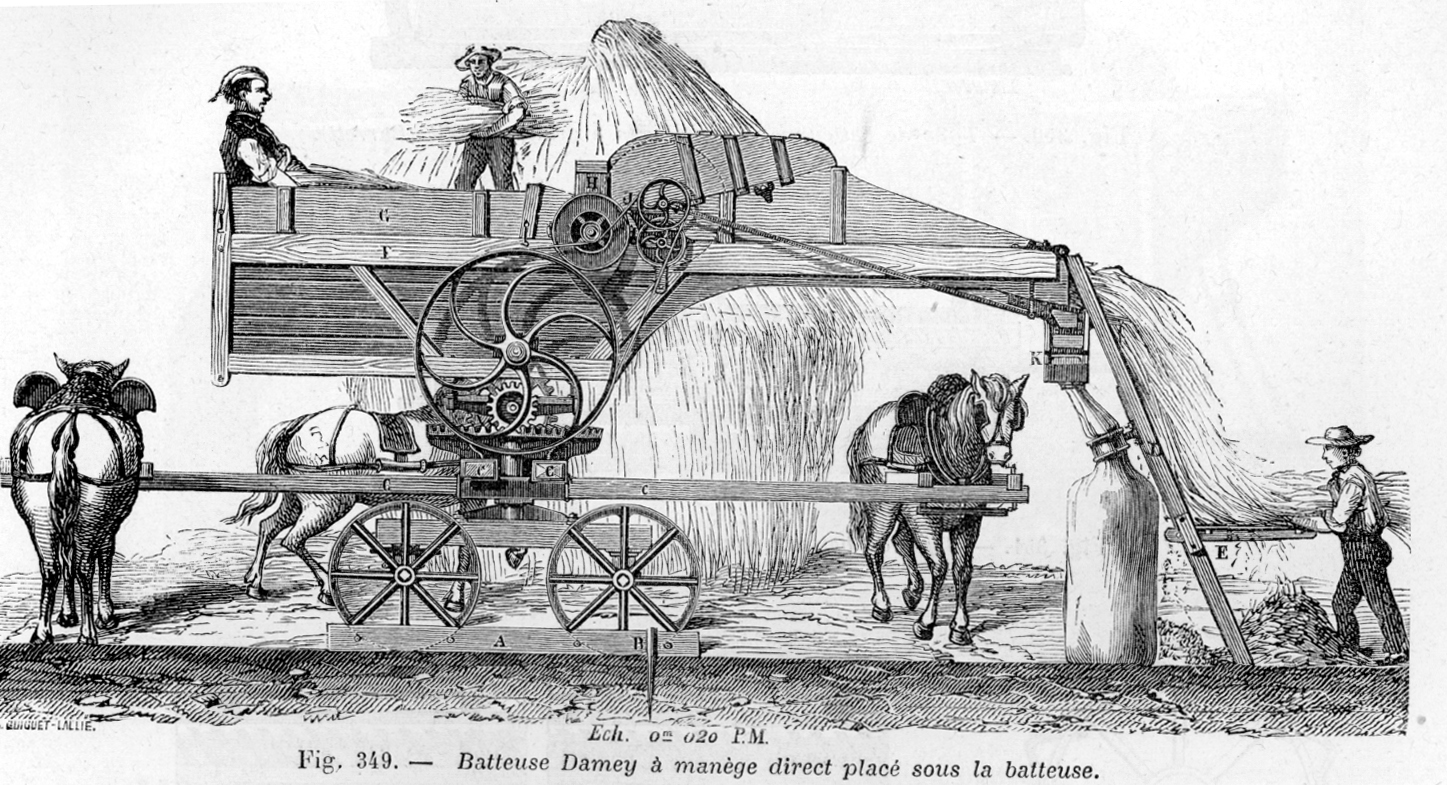
Durch Pferdekraft betriebene Dreschmaschine
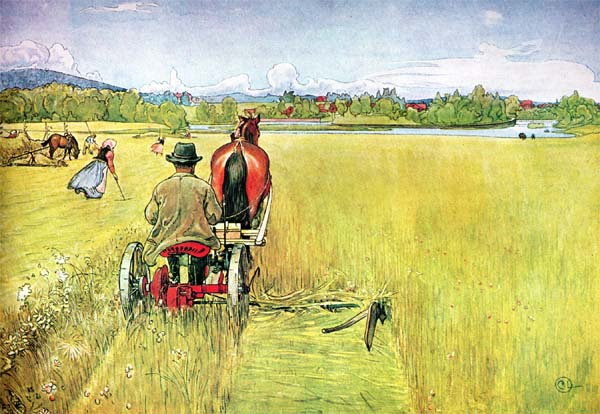
Mahd des Heus mit Hilfe von Pferden
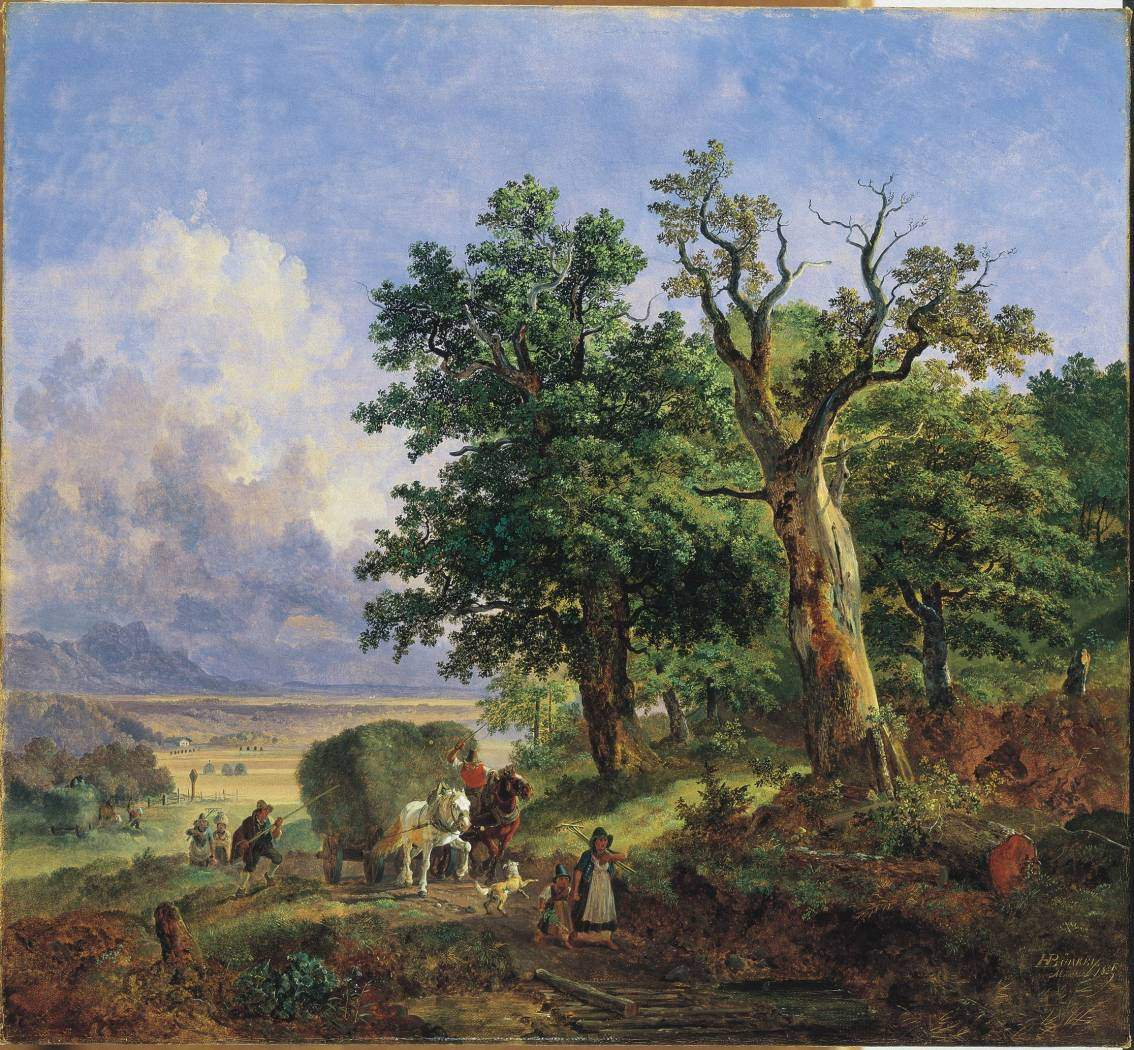
Transport des Heus

Hinzu kommen leichtere Pferde als Reitpferde für Hirten, meist Rinderhirten, wie es auch heute noch in einigen Gegenden Spaniens (Vaquero), Frankreichs (Gardian), Italiens (Buttero), Ungarns (Csikós),  Argentinien (Gaucho), Chiles (Huaso), Mexikos (Charro) und der USA (Cowboy) verwendet wird.